# Thylacoleo hilli
Thylacoleo hilli  — австралійський м'ясоїдний ссавець родини Thylacoleonidae (Сумчастолевові). Невеликий сумчастий лев, голотип якого (ввідокремлений лівий третій премоляр) був знайдений в печерному місті поблизу містечка Куррамулка (англ. Curramulka), що знаходиться на півострові Йорк, Південна Австралія. Цей вид виявився вдвічі меншим за Thylacoleo crassidentatus. Додаткові зразки Т. hilli були знайдені в 1979 році на розкопках студентами і співробітниками Університету Нового Південного Уельсу.